# Detective Conan: Private Eye in the Distant Sea
Detective Conan: Private Eye in the Distant Sea (jap. 名探偵コナン 絶海の探偵 Meitantei Konan: Zekkai no Puraibēto Ai) – japoński film anime wyprodukowany w 2013 roku, siedemnasty film z serii Detektyw Conan. Piosenką przewodnią filmu była One More Time śpiewana przez Kazuyoshi Saitō.
Film miał swoją premierę 20 kwietnia 2013 roku w Japonii przynosząc łączny dochód 3,63 mld ¥.

## Obsada
- Minami Takayama – Conan Edogawa
- Kappei Yamaguchi – Shinichi Kudō
- Rikiya Koyama – Kogorō Mōri
- Wakana Yamazaki – Ran Mōri
- Naoko Matsui – Sonoko Suzuki
- Ryō Horikawa – Heiji Hattori
- Yūko Miyamura – Kazuha Toyama
- Ken’ichi Ogata – dr Hiroshi Agasa
- Megumi Hayashibara – Ai Haibara
- Yukiko Iwai – Ayumi Yoshida
- Ikue Ōtani – Mitsuhiko Tsuburaya
- Wataru Takagi – Genta Kojima
- Chafūrin – inspektor Jūzō Megure
- Wataru Takagi – Wataru Takagi
- Atsuko Yuya – Miwako Satō
- Ryōtarō Okiayu – Fumimaro Ayanokoji
- Ikuya Sawaki – Agente Kurumazaki
- Norio Wakamoto – Gorō Ōtaki
- Shinji Ogawa – Ginshiro Toyama
- Takehiro Koyama – Heizō Hattori
- Yoshiyuki Kōno – Fumitada Inoue
- Kōsei Hirota – Yukio Tateishi
- Kō Shibasaki – Nanami Fujii
- Ken Narita – Makoto Sekiguchi
- Kiyomitsu Mizuuchi – Yōsuke Sasaura
- Yūko Mita – Yūki Amemiya
- Takaya Kuroda – X

i inni